# مونیکا واسیلیان
مونیکا واسیلیان (ارمنی: [] Error: {{Lang}}: فاقد متن (راهنما)؛ انگلیسی: Monika Vasilyan؛ زادهٔ ۸ اکتبر ۱۹۹۵ در) شناگر زن در رشته شنای آزاد اهل ارمنستان است.